# Tuberculose pleural
Recomenda-se prévia leitura de: tuberculose 

## Introdução
A tuberculose pleural é causa freqüente de derrame pleural, do tipo exsudato (que contêm muita proteína), e deve sempre entrar no diagnóstico diferencial de exsudatos pleurais. Na grande maioria das vezes, a tuberculose pleural implica uma reação de hipersensibilidade da pleura ao bacilo da tuberculose, o que explica a baixíssima positividade da pesquisa de BAAR, e uma cultura do líquido pleural positiva em menos de 30 % dos pacientes. Às vezes, bem mais raramente, pode haver ruptura de cavitação subpleural, o que se chama de empiema tuberculoso, com pesquisa de BAAR e cultura habitualmente positivos.

## Sintomas
O sintomas são de tosse seca, febre com sudorese noturna, dispnéia, dor torácica.

O paciente pode referir uma queixa mais arrastada (semanas a meses), que incluem a anorexia com emagrecimento, sudorese noturna e febre vespertina.

## Diagnóstico diferencial
A tuberculose pleural aguda marcada por tosse e dor torácica ocorre em 75 % dos pacientes, e freqüentemente mimetiza uma pneumonia com derrame pleural parapneumônico, principalmente se houver predomínio linfocitário no derrame pleural.

Mesmo com quadro clínico sugestivo de pneumonia comunitária, deve-se suspeitar de tuberculose pleural.

## Exames
- Exame do escarro com pesquisa do bacilo da tuberculose (BAAR = bacilo álcool-ácido resistente).
- Teste cutâneo de tuberculina, ou Teste de Mantoux: negativo em 1/3 dos pacientes.

## Exames radiográficos
Radiografia de tórax: o parênquima pulmonar pode ser normal (na maioria dos pacientes) ou mostrar sinais de tuberculose prévia.
O derrame pleural é unilateral, habitualmente de tamanho pequeno a moderado, mas pode ocupar todo um hemitórax.

## Análise do líquido pleural
A amostra do líquido pleural para análise pode ser obtida por punção com agulha da cavidade pleural (Toracocentese). Sempre que possível, deve-se evacuar lentamente todo o líquido pleural com agulha atraumática.

Análise de elementos não protéicos:
- Coloração
- pH
- Glicose

Análise de elementos protéicos:
- DHL
- Proteínas
- Amilase
- Citograma
- Adenosina deaminase (ADA)
- Cultura para BAAR= positiva em menos de 30 % dos pacientes e pode demorar 2 meses ou mais.
- Reação em Cadeia da Polimerase (PCR) para Mycobacterium tuberculosis = a sensibilidade pode chegar à 78 %, com uma especificidade próximo de 100 %.
- Interferon gama = semelhante à ADA, quando aumentado sugere tuberculose pleural. Entretanto, em muito locais, este exame não existe de rotina.

## Biópsia cirúrgica da pleura
A biópsia cirúrgica da pleura pode ser realizada com:

- anestesia local = biópsia pleural fechada com agulha
- anestesia geral = biópsia pleural com toracoscopia ou videotoracoscopia

## Sensibilidade da biópsia cirúrgica da pleura
- A biópsia pleural fechada com agulha tem cerca de 60 % de sensibilidade no diagnóstico.

Múltiplas biópsias aumentam o rendimento diagnóstico, tanto na identificação de granulomas na pleura, quanto os resultados de cultura.

- A   toracoscopia ou videotoracoscopia com biópsia é o melhor método, chegando a 95 % de sensibilidade, possibilita a visibilização da cavidade pleural favorecendo o diagnostico diferencial outras doenças com manifestações semelhantes, como câncer.

Biópsia pleural fechada ou por toracoscopia tem a vantagem de permitir isolamento e cultura do germe, fornecendo o perfil de sensibilidade às drogas.